# علي بن علي صبره
علي بن علي صبره هو أديب وشاعر يمني. ولد عام 1938م في قرية ماوية في محافظة تعز. تلقى تعليمه الأولي في معلامة (كتاب) قريته على يد والده، ثم انتقل إلى صنعاء ومنها ارسل إلى المدرسة العلمية في جبلة. وتخرج منها وتعين مساعداً لكاتب المحكمة ثم وكيلاً لقاضي المحكمة.
وفي عام 1955 وبعد فشل الانقلاب على الإمام أحمد حميد الدين استدعي من قبل استاذه أحمد حسين المروني الذي عين وكيلاً لوزارة الخارجية حتى اختير وكيلا في وزارة الخارجة بالنيابة.
بعد ثورة 26 سبتمبر تعين عضواً في مكتب أمانة السر لرئيس الجمهورية ثم مديراً عاماً لوزارة الاعلام.
دخل السجن وفصل من عمله ثم خرج وعاد إلى عمله بوزارة الخارجية، لكن عاد إلى السجن مرة أخرى بعد حركة الخامس من نوفمبر عام 1967م.
بعد خروجه من السجن عُين رئيسا لمصلحة الإذاعة ثم وكيلا لوزارة الاعلام.
وفي اخر حياته كان يعمل مستشاراً اعلامياً في سفارة اليمن في الأردن والمشرف على المركز الاعلامي اليمني في عمّان.

## إصداراته ومؤلافاته
اصدر مجلة «المصباح» وله عدة كتيبات منها:
- تورة اليمن وجذورها التاريخية.
- نحو آيدلوجية موحدة، الدم واغصان الزيتون.
- القضية العربية والصهيونية العالمية.
- اليمن الوطن والأم.
- كما اصدر مجموعتين شعريتين بعنوان «قصائد حب وحرب»

## الأوسمة التي تقلدها
- حاز على وسام الجمهورية العربية المتحدة من الدرجة الرابعة من الرئيس جمال عبد الناصر.
- وسام «المؤرخ العربي» من الجمعية العامة للمؤرخين العرب ببغداد.
- وسام العلوم من الدرجة الأولى من الرئيس علي عبد الله صالح.
- درع صحيفة 26 سبتمبر.

## قصائدة الغنائية
يعد الشاعر علي بن علي صبرة من ابرز شعراء الغنائيات في اليمن ومن أشهر ما كتب هي أغنية «اهلا بمن داس العذول واقبل» لتميزها بالصدق والجرأة. اما أعماله فهي:
1. اهلا بمن داس العذول.
2. هذا إليك.
3. لله من ليلة.
4. أهلا وسهلا روح داخل الروح.
5. قد علموه.
6. من سابل عاش.
7. شادق بابك.
8. يا عيوني اسكبي.
9. قمري صنعاء جنني.
10. يالليل هل اشكو.
11. سمعت دقة خافته.
12. شابطل المعشقة.
13. آنست يا حالي.
14. يالله رضاك.
15. حبيبي شاتسير.
16. يا من بأول كاس.
17. يا حبيبي وفي قلبي جراح.
18. يا قلب مالك بتدحس.
19. يا لطيف.
20. تذكرتكم.
21. فوالله ما سار يوم ما اذكركم.
22. ربيع القلوب.
23. الحب حب الله.
24. سمرت وجهي في الشباك.
25. صلاة في محراب الحبيب.
26. ما احلاك حين تخطر.
27. الربيع السرمدي.
28. رسالة غريب.
29. يا مطل مثلما الدهر.
30. بردي للوحده.
31. أشهدي ايتها الدنيا أشهدي.
32. عودة السندباد.
33. في السهول والجبال.
34. نحن قررنا المصير.
35. سبتمبر سبتمبر.
36. آذان الفجر.
37. يا حبيبي على الجبل.
38. رسائله إب.
39. يا نبيل الشجن.
40. عند أبن عباس.
41. أيها التاريخ سجل.
42. ألوه...ألوه.
43. حبيبي ظلمني.
44. يا ريح يا ريح.
45. يا خل لا تشمت بحالي الناس.
46. صباح الخير.
47. مستحيل.
48. يا من بحبه قد بلاني.